# Stafsinge landskommun
Stafsinge landskommun  var en tidigare kommun i Hallands län.

## Administrativ historik
När 1862 års kommunalförordningar trädde i kraft inrättades i Sverige cirka 2 500 kommuner. Huvuddelen av dessa var landskommuner (baserade på den äldre sockenindelningen), vartill kom 89 städer och åtta köpingar. Då inrättades i  Stafsinge socken i Faurås härad i Halland denna kommun. 
Arvidstorp överfördes till Falkenbergs stad 1937. 
Vid kommunreformen 1952 uppgick denna  landskommun i Morups landskommun som senare 1971 uppgick i Falkenbergs kommun.

## Politik

### Mandatfördelning i Stafsinge landskommun 1938-1946
| 7 | 11 | 4 |

| 22 |

| 7 | 12 | 3 |

| 20 |

| 6 | 14 | 2 |

| 20 |